# Władysław Passendorfer

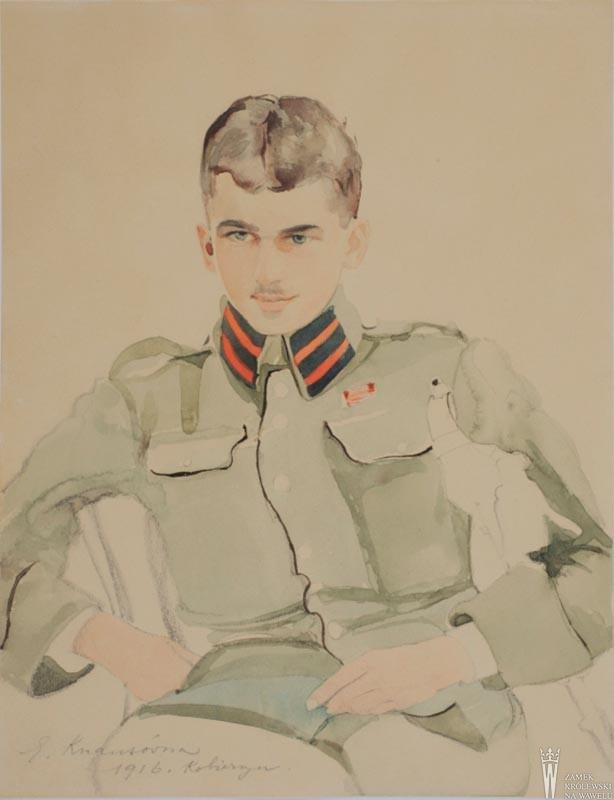
Portret kaprala Władysława Passendorfera autorstwa Emilii Knausówny.

Władysław Passendorfer (ur. 5 maja 1895 w Starym Dzikowie, zm. 18 maja 1952 w Krakowie) – podpułkownik artylerii Wojska Polskiego, działacz niepodległościowy, kawaler Orderu Virtuti Militari.

## Życiorys
Urodził się 5 maja 1895 w Starym Dzikowie, w ówczesnym powiecie cieszanowskim Królestwa Galicji i Lodomerii, w rodzinie Oskara (1866–1950), urzędnika pocztowego, i Bronisławy z domu Wachal (1866–1943). Był młodszym bratem Edwarda (1894–1984), geologa.
W czasie wojny z bolszewikami, w stopniu ogniomistrza sztabowego, walczył w szeregach 1 pułku artylerii polowej Legionów. Rozkazem Dowództwa 2 Armii nr 1512/I z 1 września 1920 został odznaczony Orderem Virtuti Militari. 28 lutego 1921 został „zatwierdzony z równoczesnym zaliczeniem do Rezerwy armii i powołaniem do czynnej służby, mianowany za dokonanie wybitnych czynów na polu walki z dniem 1 września 1920 podporucznikiem w artylerii”.
Po zakończeniu działań wojennych pozostał w służbie zawodowej, w macierzystym pułku. Dowodził w nim 4 baterią. 3 maja 1922 został zweryfikowany w stopniu kapitana ze starszeństwem z dniem 1 czerwca 1919 i 594. lokatą w korpusie oficerów artylerii, a jego oddziałem macierzystym był nadal 1 pułku artylerii polowej Legionów. 12 kwietnia 1927 został awansowany na kapitana ze starszeństwem z dniem 1 stycznia 1927 i 66. lokatą w korpusie oficerów artylerii. Z dniem 1 sierpnia 1929 został przeniesiony macierzyście do kadry oficerów artylerii z równoczesnym przeniesieniem służbowym do Biura Personalnego Ministerstwa Spraw Wojskowych w Warszawie. W październiku tego samego roku przeniesiony został do Departamentu Artylerii Ministerstwa Spraw Wojskowych na stanowisko referenta personalnego. 2 listopada 1933 przeniesiony został do 6 pułku artylerii lekkiej w Krakowie. 27 czerwca 1935 został awansowany do stopnia majora ze starszeństwem z dniem 1 stycznia 1935 i 44. lokatą w korpusie oficerów artylerii. 
W kampanii wrześniowej 1939 dowodził III dywizjonem 32 pułku artylerii lekkiej. W Polskich Siłach Zbrojnych między innymi dowodził 2 baterią 1 pułku artylerii lekkiej i 3 pułkiem artylerii motorowej oraz piastował stanowisko zastępcy komendanta Centrum Wyszkolenia Artylerii.
W październiku 1947 powrócił do kraju przywożąc z sobą obraz Matki Boskiej wykonany sześć lat wcześniej w miejscowości Newport w pobliżu Dundee przez pchor. Edwarda Chylińskiego. Od 1950 obraz znajduje się w ołtarzu bocznej kaplicy kościoła Narodzenia NMP w Zielonkach. W 1995 jego syn Jerzy zrealizował film dokumentalny „Z Ziemi Szkockiej do Polski”, w którym przedstawił historię obrazu. Pracował w Krakowskich Zakładach Przemysłu Materiałów Budowlanych na stanowisku starszego inspektora technicznego.
Zmarł 18 maja 1952 w Krakowie. Trzy dni później został pochowany na cmentarzu Rakowickim (kwatera PAS 79, rząd wsch.).
Był żonaty z Kamilą z Kobaków (1901–1994), z którą miał syna Jerzego (1923–2003) i córkę Zofię (1930–1977).

## Ordery i odznaczenia
- Krzyż Srebrny Orderu Wojskowego Virtuti Militari nr 595 – 22 lutego 1921[16]
- Krzyż Niepodległości – 6 czerwca 1931 „za pracę w dziele odzyskania niepodległości”[17]
- Krzyż Walecznych czterokrotnie[1]
- Złoty Krzyż Zasługi – 18 lutego 1939 „za zasługi na polu pracy społecznej”[18]
- Srebrny Krzyż Zasługi – 10 listopada 1928 „w uznaniu zasług położonych w poszczególnych działach pracy dla wojska”[19]
- Medal Pamiątkowy za Wojnę 1918–1921[1]
- Medal Dziesięciolecia Odzyskanej Niepodległości[1]
- Odznaka za Rany i Kontuzje z jedną gwiazdką[1]
- łotewski Medal Pamiątkowy 1918-1928 – 6 sierpnia 1929[20]
- Brązowy Medal Waleczności